# Niculai Grămadă
Niculai Grămadă,  (n. 1 martie 1892, Zaharești, Bucovina, Austro-Ungaria, astăzi în județul Suceava, România – d. 19 februarie 1961, Iași), a fost un istoric român, profesor la Universitatea din Iași și director al Muzeului Bucovinei din Cernăuți.

## Biografie
S-a născut într-o familie de țărani înstăriți, părinții Ilie a lui Vasile Grămadă și Maria având încă patru copii: Gheorghe (emigrat de tânăr în America), Petru, Vasile și Profira. Fratele Vasile a fost tatăl lui Ilie Grămadă, profesor de istorie la Universitatea din Iași. O altă rudă (văr) a fost Ion Grămadă („Eroul de la Cireșoaia”). Nicolai Grămadă urmează Școala poporală în Zaharești între anii 1902-1904, continuându-și studiile la Liceul „Ștefan cel Mare” din Suceava între anii 1904-1912. În acea perioadă, la acest liceu (cu predare în limba română din anul 1881) au predat profesori ca: Ștefan Repta, Vasile Bumbac, Simion Florea Marian, Liviu Marian, Arhip Roșca, Constantin Procopovici, Ion Nistor, Victor Morariu ș.a. foarte activi în susținerea cauzei românești în Bucovina, prin „Societatea Pentru Cultură și Literatură Română din Bucovina” și „Școala Română”. A absolvit studiile superioare la Viena și a fost membru al Școlii române din Roma. În 1922 a devenit doctor în istorie. Între cele două războaie mondiale a frecventat stagii de specializare științifică la Viena, Leipzig, Paris și Roma. Între 1924 și 1930 a activat ca profesor secundar, iar în 1928 a fost numit și conferențiar la Facultatea de istorie a Universității din Iași. Din 1941 și până în 1944 a ocupat poziția de director al Muzeului Bucovinei din Cernăuți. A decedat în anul 1961, la Iași.
A fost preocupat de științele auxiliare ale istoriei, fiind un specialist al paleografiei chirilice, diplomaticii, sigilografiei și heraldicii.

## Lucrări publicate
- Studii paleografice, Cernăuți, 1925, 49 p.
- Studii mărunte din domeniul științelor auxiliare ale istoriei, Cernăuți, 1934, 28 p.
- Sătenii și stăpânii în Bucovina, între 1775 și 1848, Cernăuți, 1934.
- Cancelaria domnească în Moldova până la domnia lui Constantin Mavrocordat, Cernăuți, 1935, 231 p.
- Vechile peceți bisericești bucovinene, Cernăuți, 1939, 89 p.
- Vechile peceți sătești bucovinene (1783-1900), Cernăuți, 1939, 48 p.
- Toponimia Minoră a Bucovinei, Vol. I și II, București, 1996.